# Hagryd-Dala
Hagryd-Dala är en bebyggelse i Kungsbacka kommun i Hallands län.
Bebyggelsen räknades före 2018 av SCB som en tätort som 2015 från 2015 även omfattade områden söderut: Sannå-Dala, Släp, Kyrkobyn-Dala samt Kyrkobyn (norra delen). Från 2018 räknas den som en del av tätorten Göteborg. 

## Befolkningsutveckling
| Befolkningsutvecklingen i Hagryd-Dala 1990–2015                                                                                         | Befolkningsutvecklingen i Hagryd-Dala 1990–2015 | Befolkningsutvecklingen i Hagryd-Dala 1990–2015 | Befolkningsutvecklingen i Hagryd-Dala 1990–2015 | Befolkningsutvecklingen i Hagryd-Dala 1990–2015 |
| --- | ----------------------------------------------- | ----------------------------------------------- | ----------------------------------------------- | ----------------------------------------------- |
| |                                                 |                                                 |                                                 |                                                 |
| År |                                                 |                                                 | Folkmängd                                       | Areal (ha)                                      |
| 1990 | 1990                                            |                                                 | 218                                             | 42#                                             |
| 1995 | 1995                                            |                                                 | 227                                             | 46                                              |
| 2000 | 2000                                            |                                                 | 249                                             | 46                                              |
| 2005 | 2005                                            |                                                 | 355                                             | 49                                              |
| 2010 | 2010                                            |                                                 | 391                                             | 49                                              |
| 2015 | 2015                                            |                                                 | 875                                             | 217                                             |
| Anm.: Ny tätort 1995. Sammaväxte söderut 2015 med småorterna Sannå-Dala, Släp, Kyrkobyn-Dala samt Kyrkobyn (norra delen). # Som småort. |                                                 |                                                 |                                                 |                                                 |